# AEGON Pro Series Sunderland 2014
L'AEGON Pro Series Sunderland 2014 è stato un torneo di tennis facente parte della categoria ITF Men's Circuit nell'ambito dell'ITF Men's Circuit 2014 e dell'ITF Women's Circuit nell'ambito dell'ITF Women's Circuit 2014. Sia il torneo maschile che quello femminile si sono giocati a Sunderland in Gran Bretagna dal 20 al 26 gennaio 2014 su campi in cemento indoor.

## Vincitori

### Singolare femminile
An-Sophie Mestach ha battuto in finale  Viktorija Golubic con il punteggio di 6–1, 6–4

### Doppio femminile
Jocelyn Rae /  Anna Smith hanno battuto in finale  Ágnes Bukta /  Viktorija Tomova con il punteggio di 6–1, 6–1

### Singolare maschile
Daniel Smethurst ha battuto in finale  David Rice con il punteggio di 6–3, 7–5

### Doppio maschile
David Rice /  Sean Thornley hanno battuto in finale  Richard Gabb /  Joshua Ward-Hibbert con il punteggio di 6–3, 6–3